# 越南趾沟蛙
越南趾沟蛙（学名：Rana johnsi），一种分布于越南、老挝、泰国及中国南方等地区的两栖动物，隶属于蛙科蛙属蛙亚属。2020年，中国研究人员基于COI和16S片段构建的蛙亚属部分物种的系统发育树，认为本种与桑植趾沟蛙（R. sangzhiensis）构成单系群，且这两种趾部具腹侧沟，与蛙亚属的其它物种具有显著的差异，在形态学上曾长期被归于趾沟蛙属（Pseudorana）中，建议建立一个新的种组—越南趾沟蛙种组（R.johnsi group）。